# Chita-gun

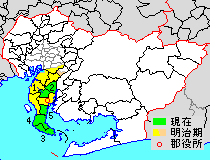
Meiji-Zeitliche Ausdehnung des Chita-gun (Flächenfarben) in Aichi-ken (weiß) mit Gemeindegrenzen des 21. Jahrhunderts (schwarz), heute verbliebener Rest grün, Sitz der modernen Kreisverwaltung 1878–1926 in Handa rot

Chita (japanisch 知多郡 Chita-gun, historisch Chita no kōri) ist ein Kreis (-gun/-kōri) der japanischen Präfektur (-ken) Aichi und der Ritsuryō-Provinz Owari. Er liegt auf der Chita-Halbinsel zwischen der Ise-Bucht im Westen und der Mikawa-Bucht im Osten, deren Westteil auch Chita-Bucht genannt wird. Seit 1970 besteht er noch aus fünf Gemeinden, den Städten (-chō) Taketoyo, Mihama und Minami-Chita („Süd-Chita“) an der Südspitze der Halbinsel und den Städten Higashiura und Agui im Nordosten. Südlich von Aichis Hauptstadt Nagoya gelegen ist er Teil der Chūkyō-Metropolregion und mit rund 156.000 Einwohnern (Stand: 2025) der gun mit der dritthöchsten Einwohnerzahl in Japan nach Kasuya (Fukuoka) und Nakagami (Okinawa).
Die Ausdehnung von Chita zum Zeitpunkt der modernen Reaktivierung der antiken Landkreise als Verwaltungseinheit im 19. Jahrhundert umfasste auch die heutigen kreisfreien Städte (-shi) Handa, Tokoname, Ōbu, Chita, den Großteil von Tōkai und Teile von Nagoya und Toyoake. Bei der Einführung der heutigen Gemeindeformen 1889 wurde er zunächst in 66 Gemeinden eingeteilt. 1906 wurde die Zahl auf 28 gesenkt. Nach der Großen Shōwa-Gebietsreform der 1950er Jahre waren es 1960 noch 15 Gemeinden. Auf seine heutige Ausdehnung schrumpfte der Kreis 1970, als Ōbu und die 1955 gegründete Stadt Chita kreisfrei wurden.